# Palais des Chidlovsky
Le château des Chidlovsky est un château situé en Ukraine à Staryï Mertchyk, dans la région de Kharkiv.

## Historique
Ce château et son parc sont de la seconde moitié du XVIIIe siècle. Il est classé depuis 1999. En 1691 le village faisait partie des possessions des Chidlovsky. Le château actuel, construit par Hryhoriy Romanovytch Chidlovskys entre 1777 et 1778, se trouve dans un parc. Au XIXe siècle il passe au général et comte Vassyliy Orlov-Dénissov puis en 1871 à l'ingénieur ferroviaire Yevhen Mykhaïlovytch Doukhovskyi. Le 15 avril 2018 le palais a brulé dans son entièreté.

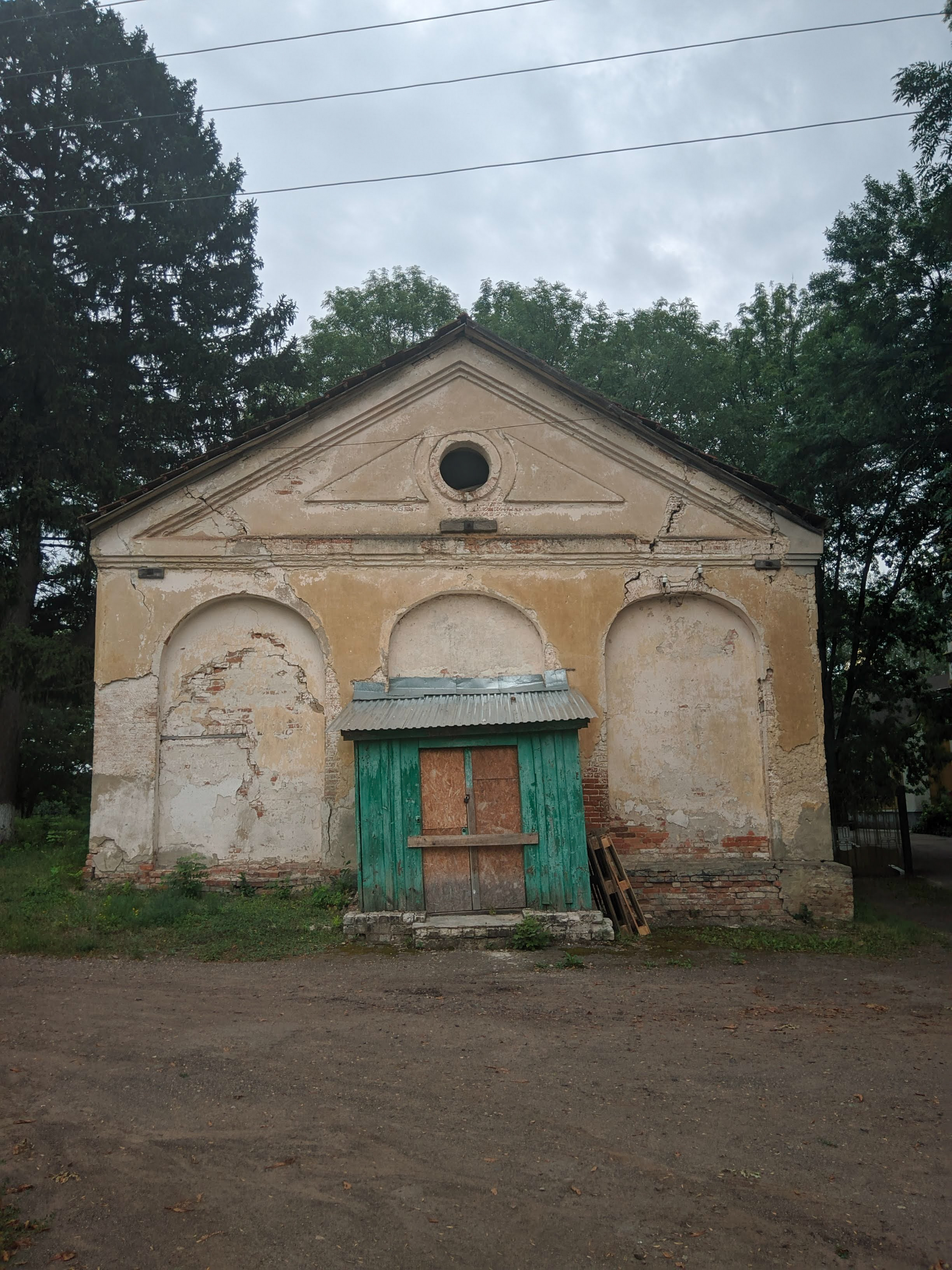
Grange, classée
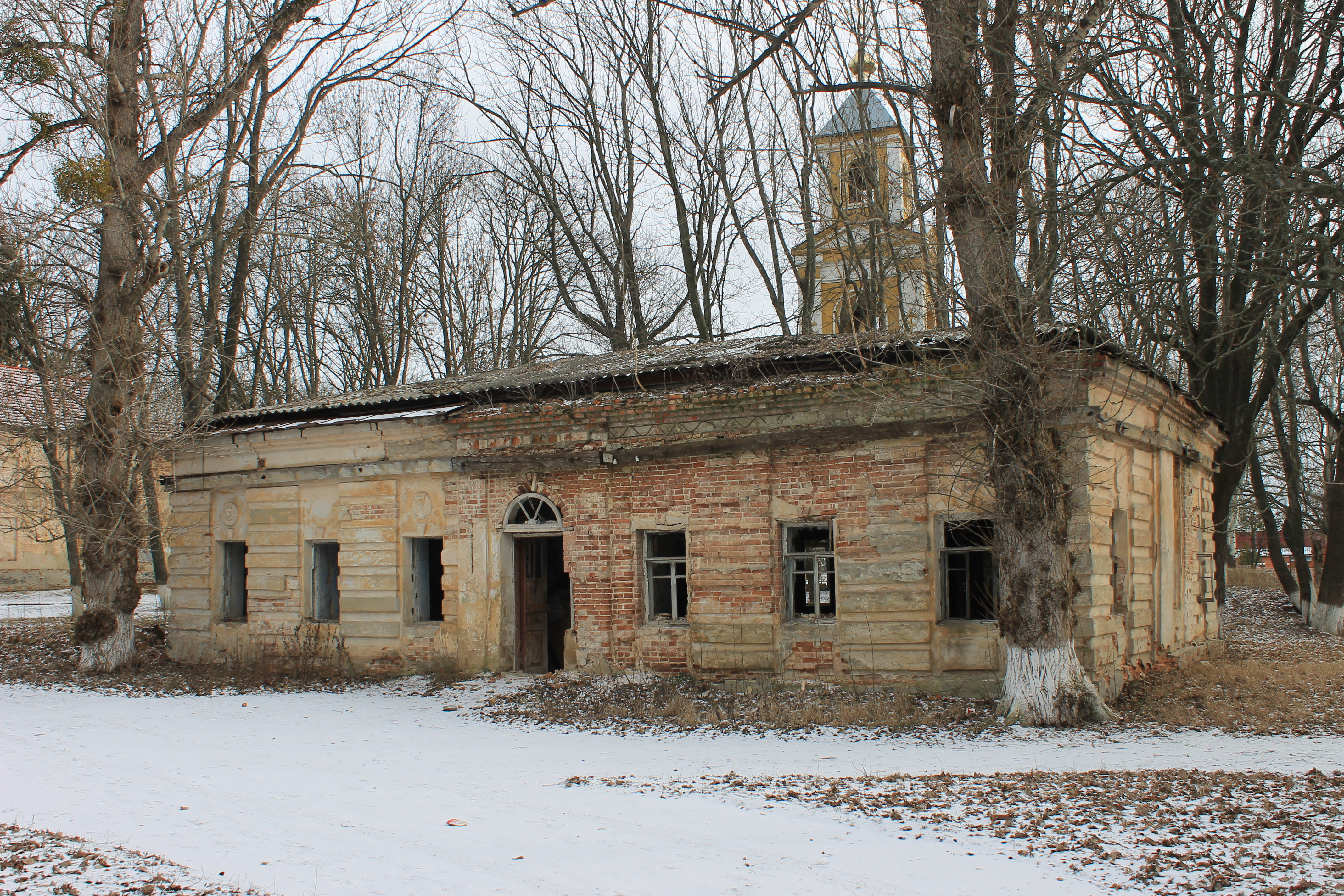
bâtiment, classé
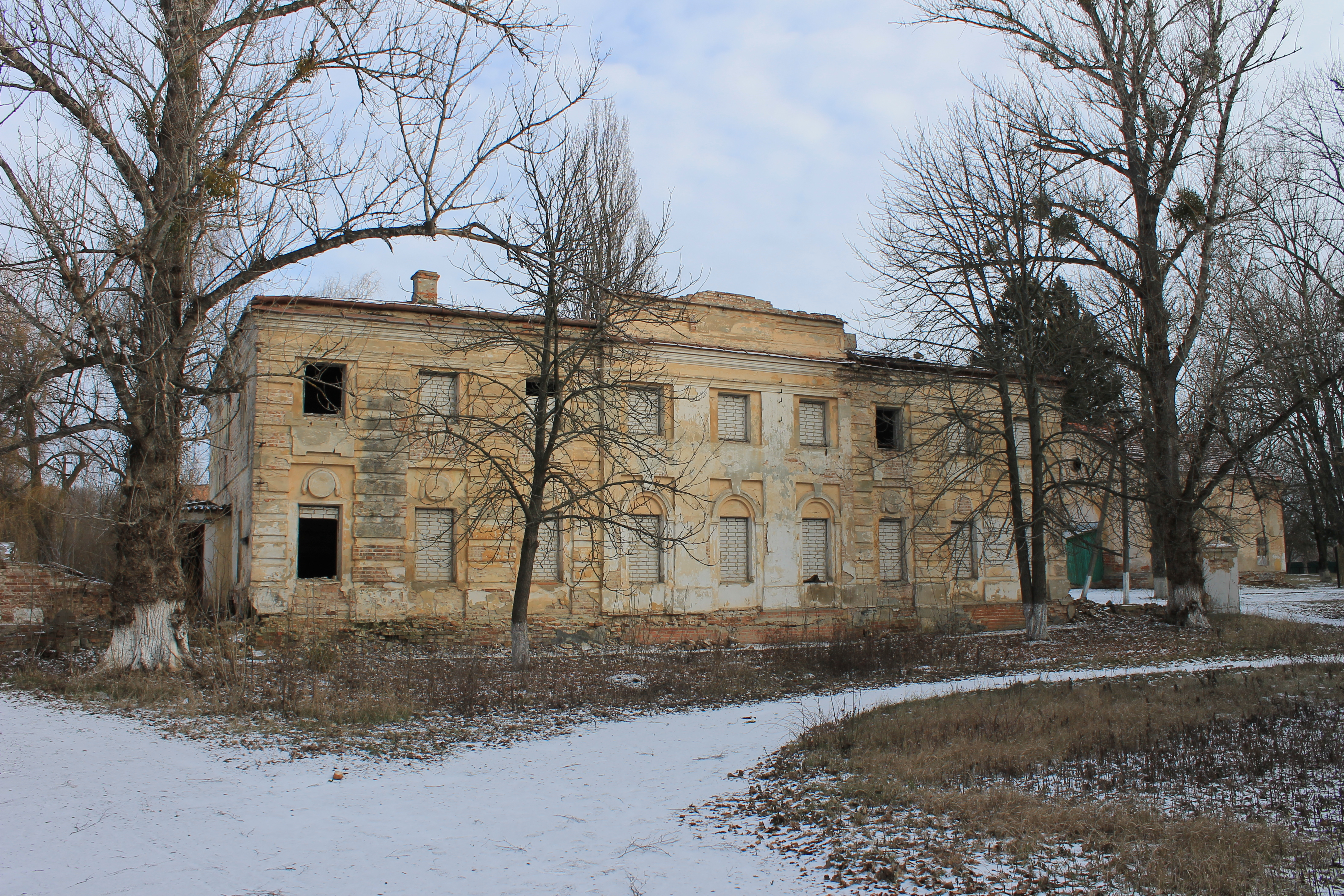
l'office, classé
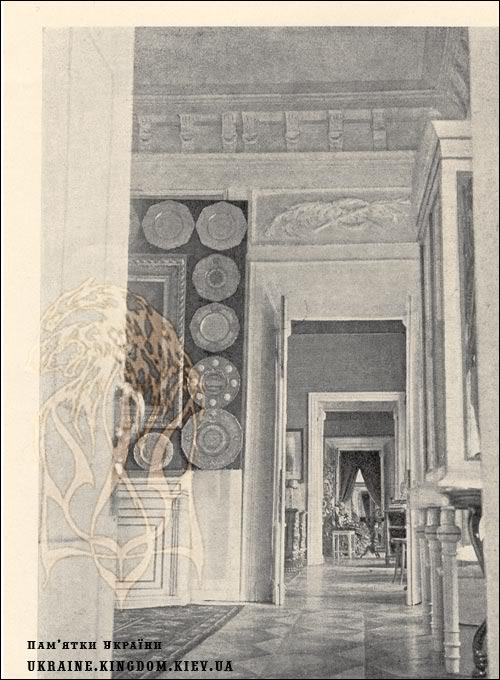
intérieur au XIXe siècle
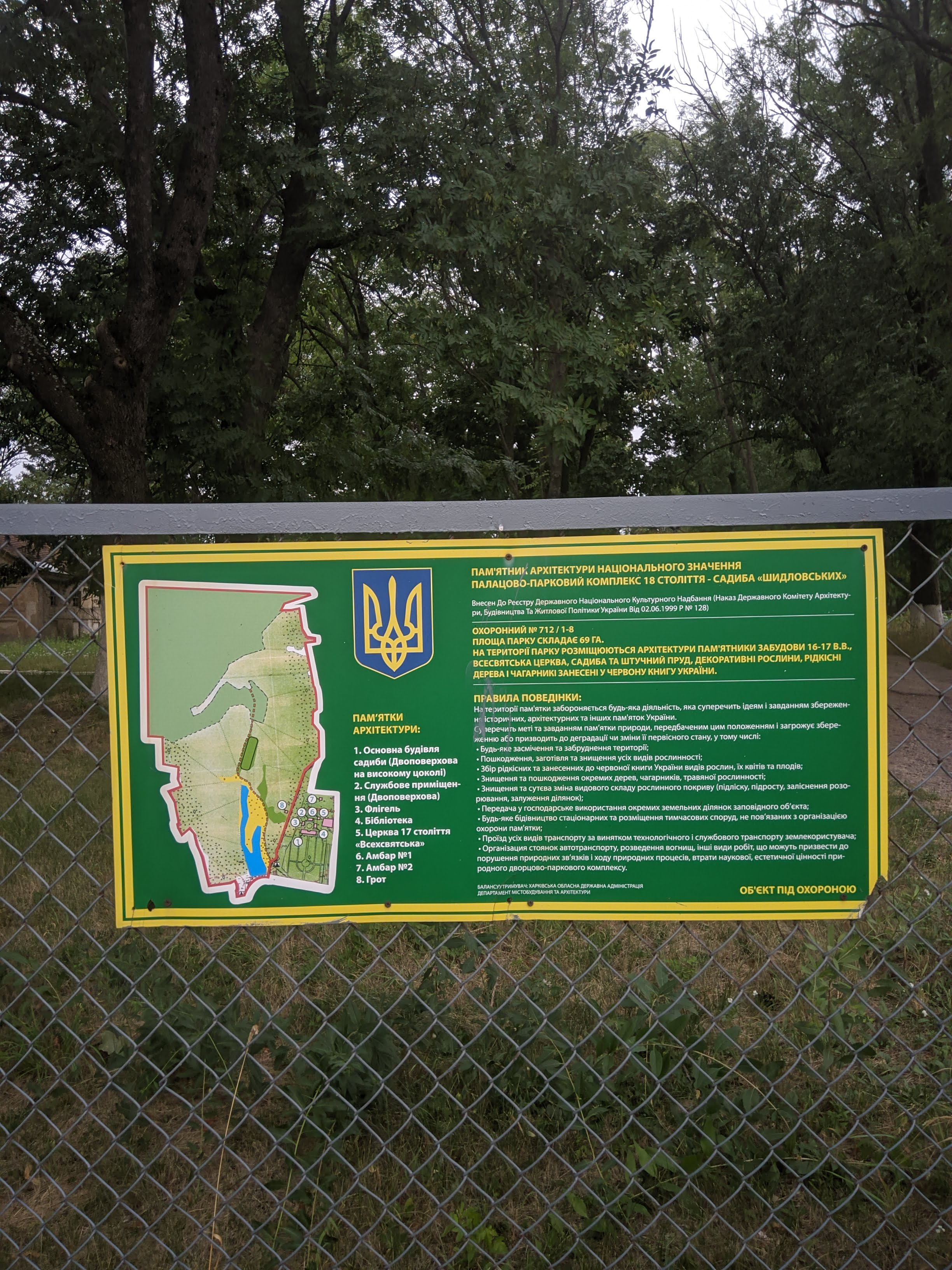
Carte.
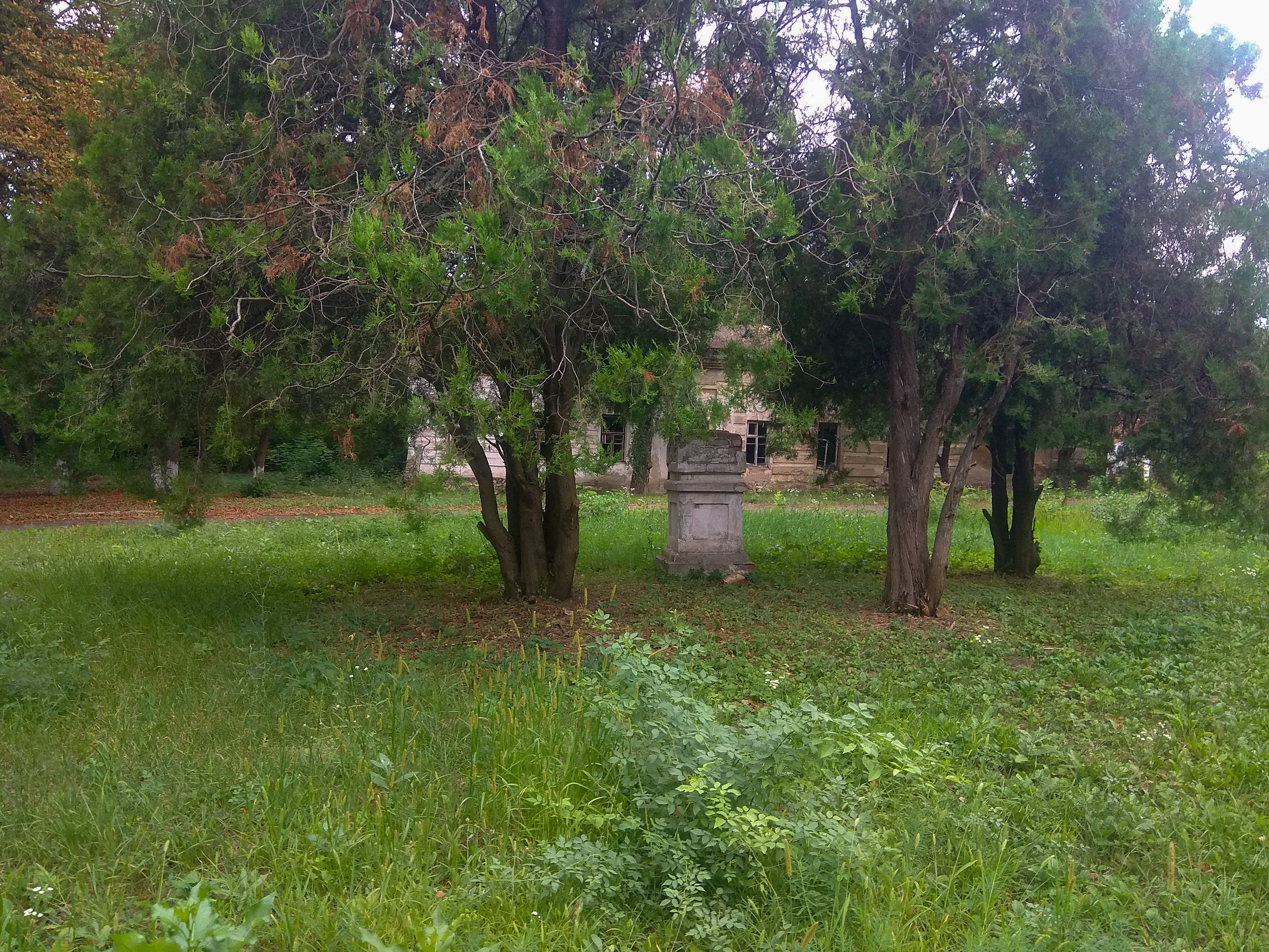
Le parc classé[7],